# 29199 Himeji
29199 Himeji è un asteroide della fascia principale. Scoperto nel 1991, presenta un'orbita caratterizzata da un semiasse maggiore pari a 2,5486655 UA e da un'eccentricità di 0,0512226, inclinata di 13,66181° rispetto all'eclittica.